# Kolczugowce
Kolczugowce (Loricifera) – grupa mikroskopijnych, wyłącznie morskich zwierząt bezkręgowych klasyfikowanych w randze typu.
Kolczugowce mają mikroskopijne rozmiary, należą do najmniejszych wielokomórkowców. Ciało osobników dorosłych ma od 115 do 425 µm długości, kształtem przypomina butelkę, wykazuje symetrię dwuboczną (bilateralną). Jest złożone z 5 części: stożka gębowego, odcinka głowowego introwert, odcinka szyjnego, tułowia i odwłoku. Kolczugowce żyją na dnie mórz na głębokości 15–480 m. Przylegają do ziaren piasku lub materii organicznej, rzadziej do osiadłych zwierząt. Jak dotąd (2009) opisano około 200 gatunków, z których najlepiej poznano Nanaloricus mysticus, pierwszy odkryty gatunek, uznany za typowy, żyjący w Morzu Śródziemnym oraz Pliciloricus gracilis.
Kolczugowce zostały odkryte w 1983 przez duńskiego biologa R. M. Kristensena. Pochodząca od łacińskiego lorica (gorset) i ferre (nosić) nazwa Loricifera nawiązuje do pokrywającego większość ciała kutikularnego pancerzyka.
Trzy pierwsze części ciała kolczugowców tworzą tzw. introwert – mogą być wciągane teleskopowo do tułowia. Stożek gębowy ma najmniejszą średnicę, pokryty jest gładkim oskórkiem. Na jego szczycie znajduje się otwór gębowy. Dookoła otworu występują skalidy, nazywane również sztyletami, które są długimi strukturami, wysuwanymi przez specjalne otwory. U niektórych gatunków sztyletów jest 8, u innych 6.
Odcinek głowowy posiada 9 okółków. Są to długie, iglaste, buławkowate lub rozgałęzione wyrostki o nieznanej funkcji, przypuszczalnie służą jako narządy czuciowe. Wyrostki pierwszego okółka są skierowane w przód, pozostałe w tył.
Odcinek szyjny jest przewężeniem między tułowiem a odcinkiem głowowym. Tułów jest najszerszy, otoczony sześcioma dużymi płytkami, które z przodu mają wykształcone nieregularne kolce. Dwie płytki leżą na grzbiecie, dwie po stronie brzusznej, po jednej po bokach. Całość tworzy pancerz, tzw. lorikę.
Kolczugowce nie mają układu krwionośnego i oddechowego. Układ wydalniczy w postaci pary protonefrydiów, uchodzących na końcu tułowia. Pod powłoką ciała występuje 8 pasm mięśni wciągających i wysuwających przednią część układu pokarmowego przez otwór gębowy. Oddzielne zespoły mięśni wciągają stożek gębowy, odcinki głowowy i szyjny.
Kolczugowce są zwierzętami rozdzielnopłciowymi o zapłodnieniu wewnętrznym. Z jaj wylęga się tzw. larwa Higginsa, o długości 48–780 µm i pokroju zwykle podobnym do postaci dorosłej, ale zdolna wysuwać i wciągać tylko pierwsze dwa odcinki ciała.

## Systematyka
Znane obecnie gatunki zostały pogrupowane w 3 rodzinach zaliczanych do rzędu Nanaloricida Kristensen, 1983:
- Nanaloricidae
- Pliciloricidae
- Urnaloricidae